# PGA Tour Lifetime Achievement Award
De PGA Tour Lifetime Achievement Award is een golfprijs van de PGA Tour die in 1996 werd ingevoerd. De prijs eert personen die buitengewone bijdragen aan de PGA Tour hebben geleverd.

## Gelauwerden
- 1996:  Gene Sarazen
- 1997:  Byron Nelson
- 1998:  Arnold Palmer
- 1998:  Sam Snead
- 2003:  Jack Burke jr.
- 2005:  Pete Dye
- 2007:  Deane Beman
- 2008:  Jack Nicklaus
- 2009:  George H.W. Bush
- 2012:  Gary Player
- 2014:  Jack Vickers